# Estadio Zhengzhou Hanghai
El estadio Zhengzhou Hanghai (chino simplificado: 郑州航海体育场) es un Estadio multiusos situado en la ciudad de Zhengzhou, provincia de Henan, China. El estadio fue inaugurado en 2002, posee una capacidad para 29 860 espectadores y es la sede del club Henan Songshan Longmen, que actualmente disputa la Superliga de China.